# أنتوني براون (صحفي سياسي)
أنتوني براون (بالإنجليزية: Anthony Browne)‏ هو صحفي سياسي بريطاني، ولد في 19 يناير 1967.